# Julij Braszczajko
Julij Braszczajko, ukr. Юлíй Бращáйко (ur. 19 kwietnia 1875 we wsi Hłybokie pod Użhorodem, zm. 9 września 1955 w Użhorodzie) – rusiński i ukraiński prawnik, działacz polityczny i kulturalny na Rusi Zakarpackiej.

## Życiorys
Brat Mychajła Braszczajki. Ukończył studia prawnicze na uniwersytecie w Budapeszcie, pracował jako adwokat w Użhorodzie i Chuście.
W 1919 był organizatorem Chustskiej Rady Narodowej. W okresie międzywojennym działał w wielu rusińskich i ukraińskich stowarzyszeniach społecznych, politycznych i gospodarczych (m.in. prezes Towarzystwa Proswita na Zakarpaciu, prezes Związku Adwokatów Rusi Podkarpackiej). Był jednym z głównych działaczy Ruskiej Partii Włościańskiej.
Od października 1938 do marca 1939 poseł na sejm Ukrainy Karpackiej, autonomicznego członu Czecho-Słowacji i minister w ostatnim rządu Ukrainy Karpackiej, przed  jej zajęciem przez wojska węgierskie w marcu 1939.
Po wkroczeniu Armii Czerwonej w 1944 roku aresztowany przez Smiersz i zesłany do łagru w Jenakijewe w Donbasie. Po zakończeniu II wojny światowej powrócił na należące już do ZSRR Zakarpacie, został pozbawiony prawa wykonywania zawodu.